# Gärten ohne Grenzen
Gärten ohne Grenzen ist ein Tourismus-Projekt im Dreiländereck Saarland, Lothringen und Luxemburg, das seit November 1998 grenzüberschreitend und damit dem europäischen Gedanken verbunden historische restaurierte Gartenanlagen unterschiedlicher Epochen oder besonders gelungene aktuelle Themengärten präsentiert.

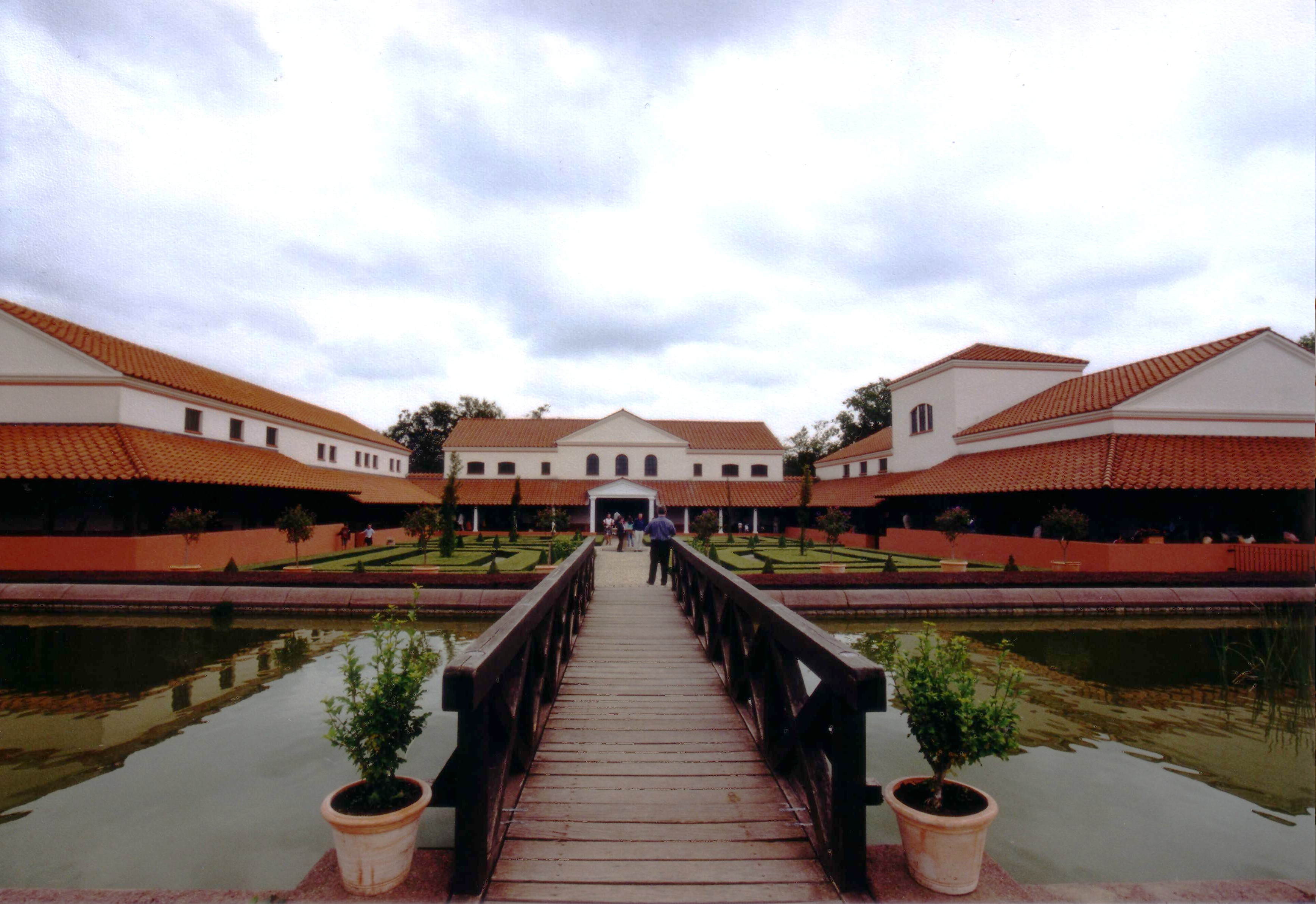
Römische Villa Borg

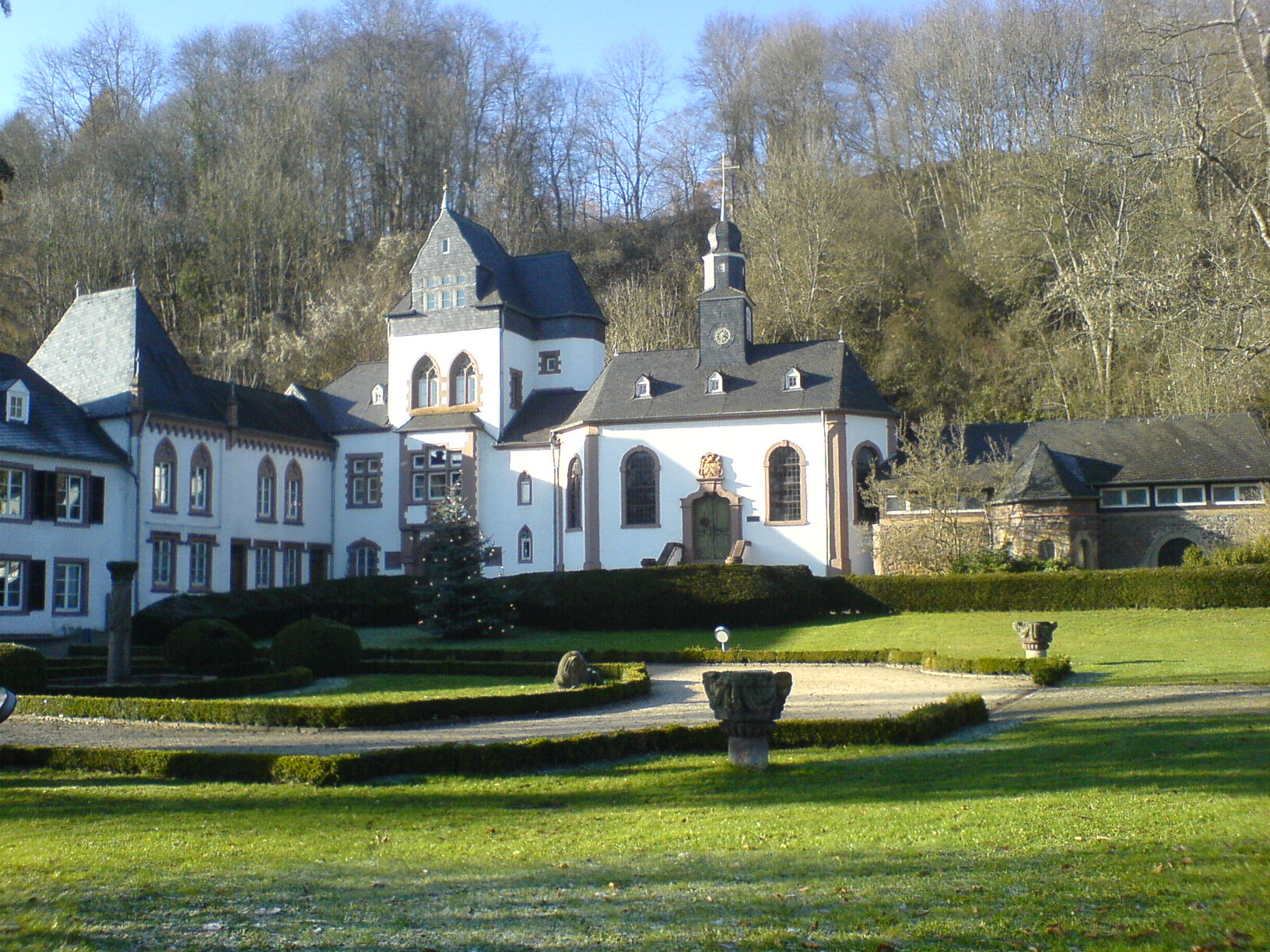
Schloss Dagstuhl

## Beteiligte Anlagen
- In Deutschland:
  - Barockgarten im Park von Nell, Perl
  - Rosengarten, Zweibrücken
  - Garten der Sinne, Merzig
  - Seegarten, Losheim am See
  - Römische Gärten der Villa Borg, Perl-Borg
  - Freizeitzentrum Finkenrech, Eppelborn
  - Bäuerlicher Lehr- und Schaugarten, Schmelz
  - Forstgarten und Jagdschloss Karlsbrunn, Großrosseln
  - Duft- und Würzgarten am "Haus Saargau", Wallerfangen-Gisingen
  - Saargarten, Beckingen
  - Schlossgarten Dagstuhl, Wadern
  - Staudengarten, Weiskirchen
  - Garten der Begegnung, Merzig-Hilbringen
  - Pfarrgarten St. Peter, Merzig
  - Paul Schneider-Skulpturenpark, Merzig

- In Frankreich:
  - Botanischer Garten Metz, Montigny-lès-Metz
  - Wiesengarten am Schloss La Grange, Manom
  - Garten für den Frieden, Bitsch
  - Garten der Spuren, Uckange
  - Garten der heimischen Pflanzen, Scy-Chazelles
  - Garten der Aromen, Laquenexy
  - Garten der Fayencen, Saargemünd

## Gartenbilder

### Schlossgarten Dagstuhl in Wadern

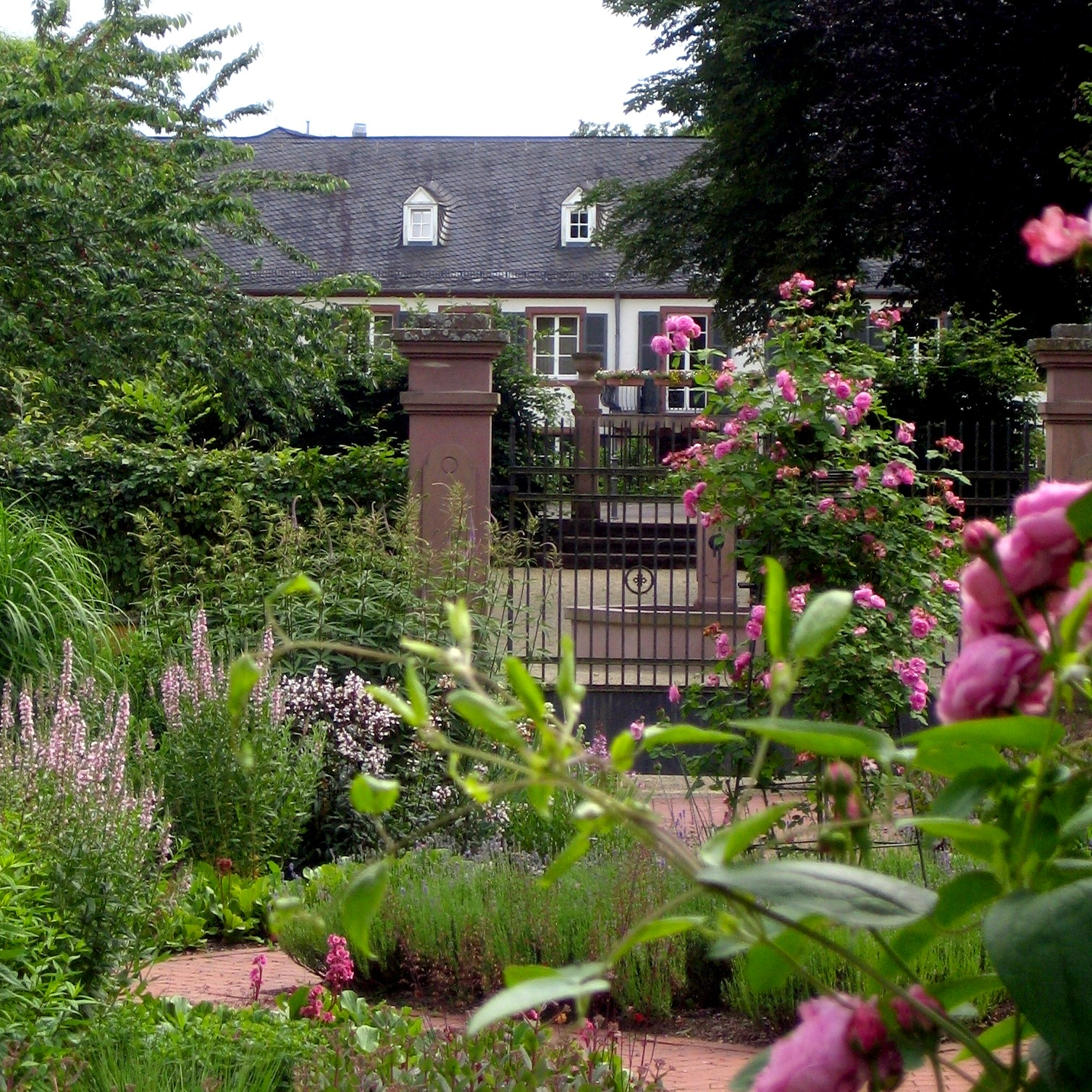
Blick vom Barockgarten auf Schloss Dagstuhl
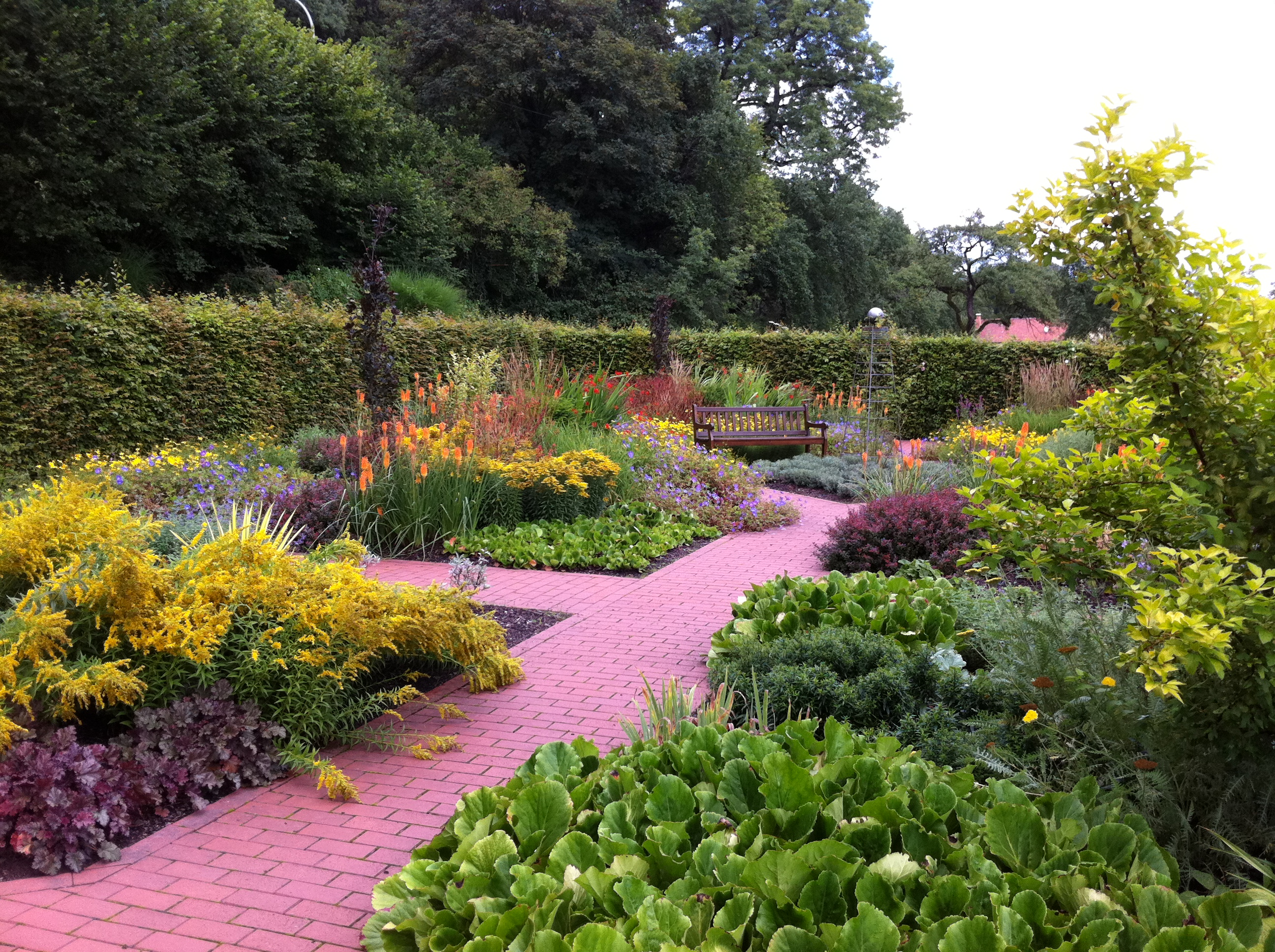
Parkbank
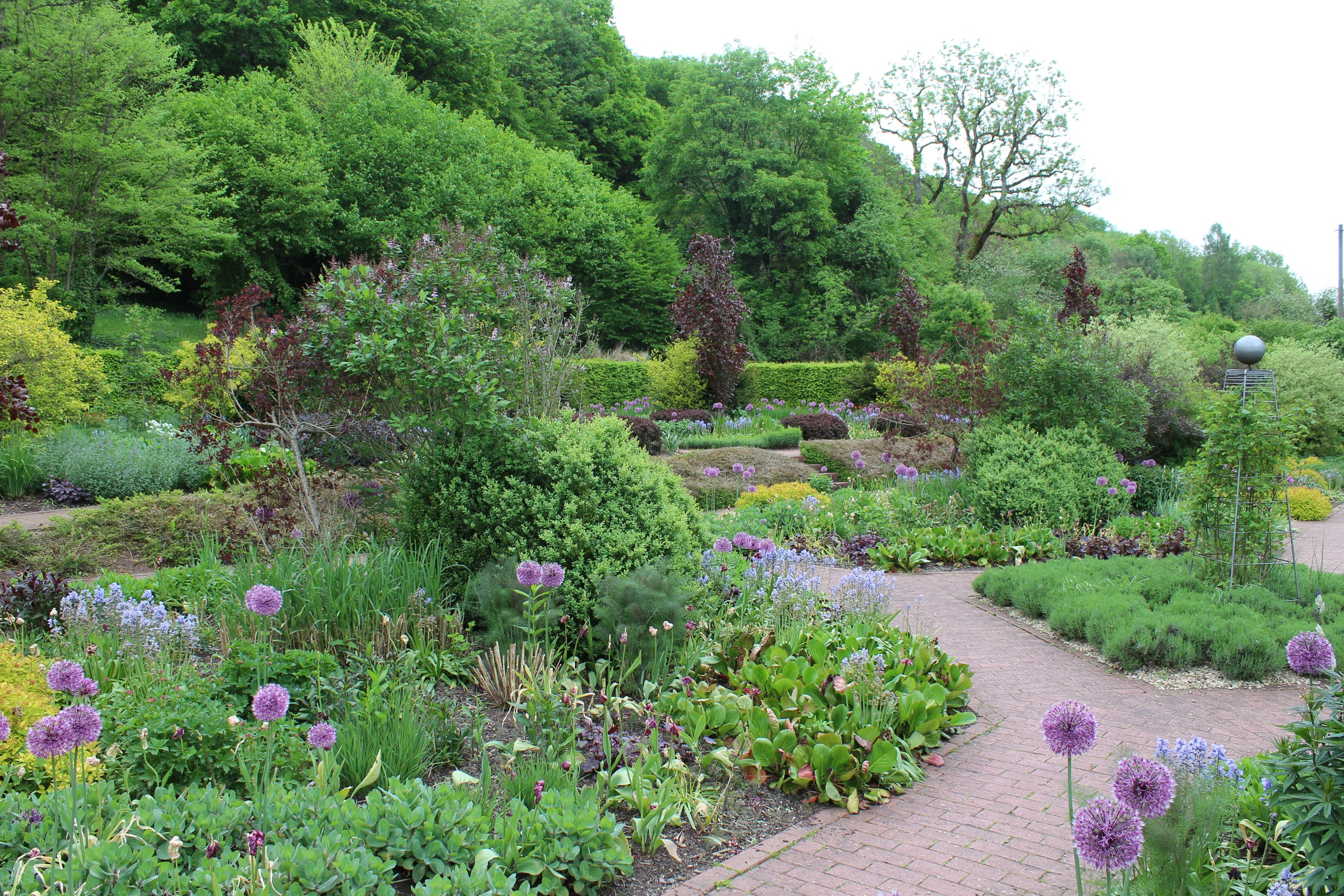
Themengarten
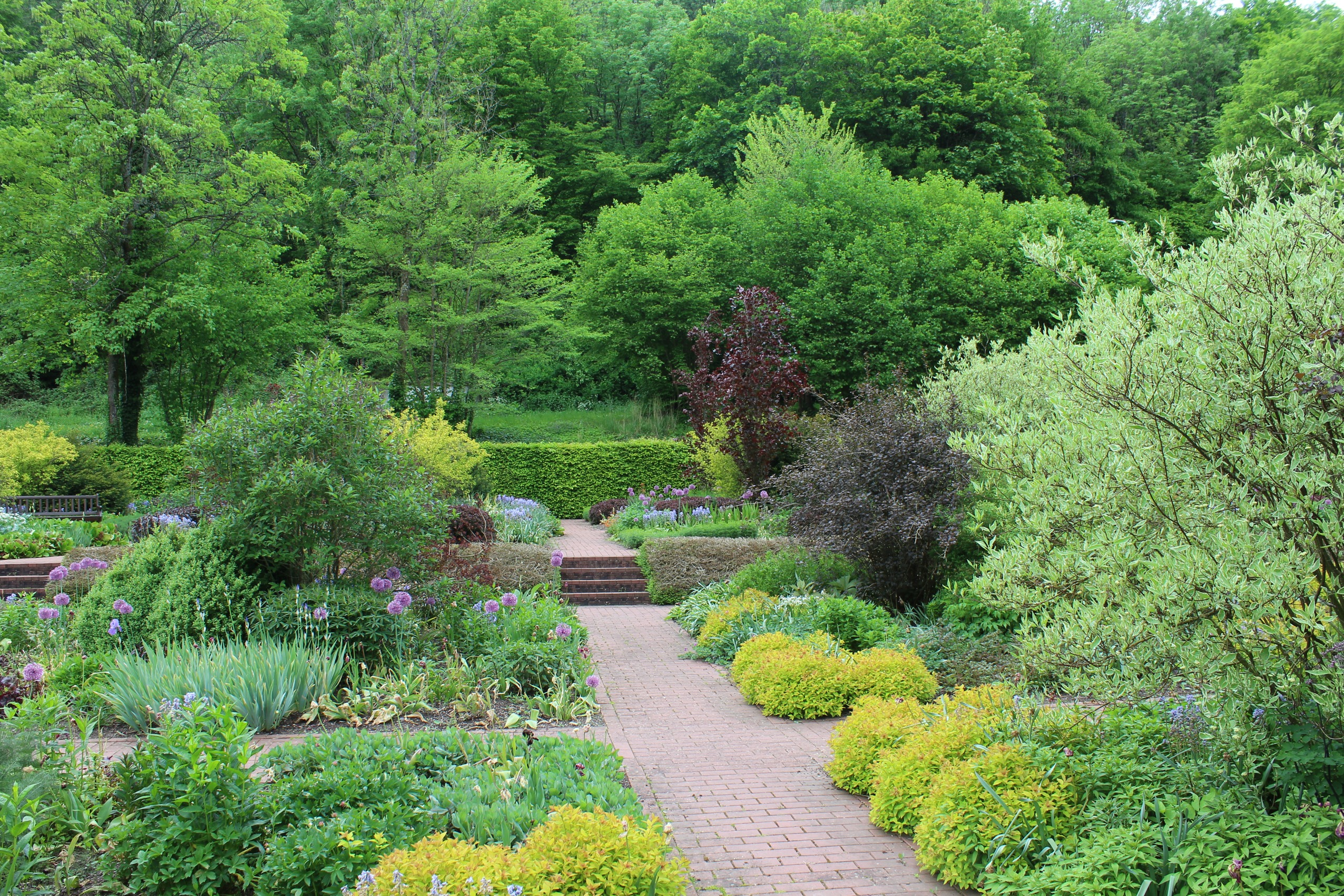
Themengarten
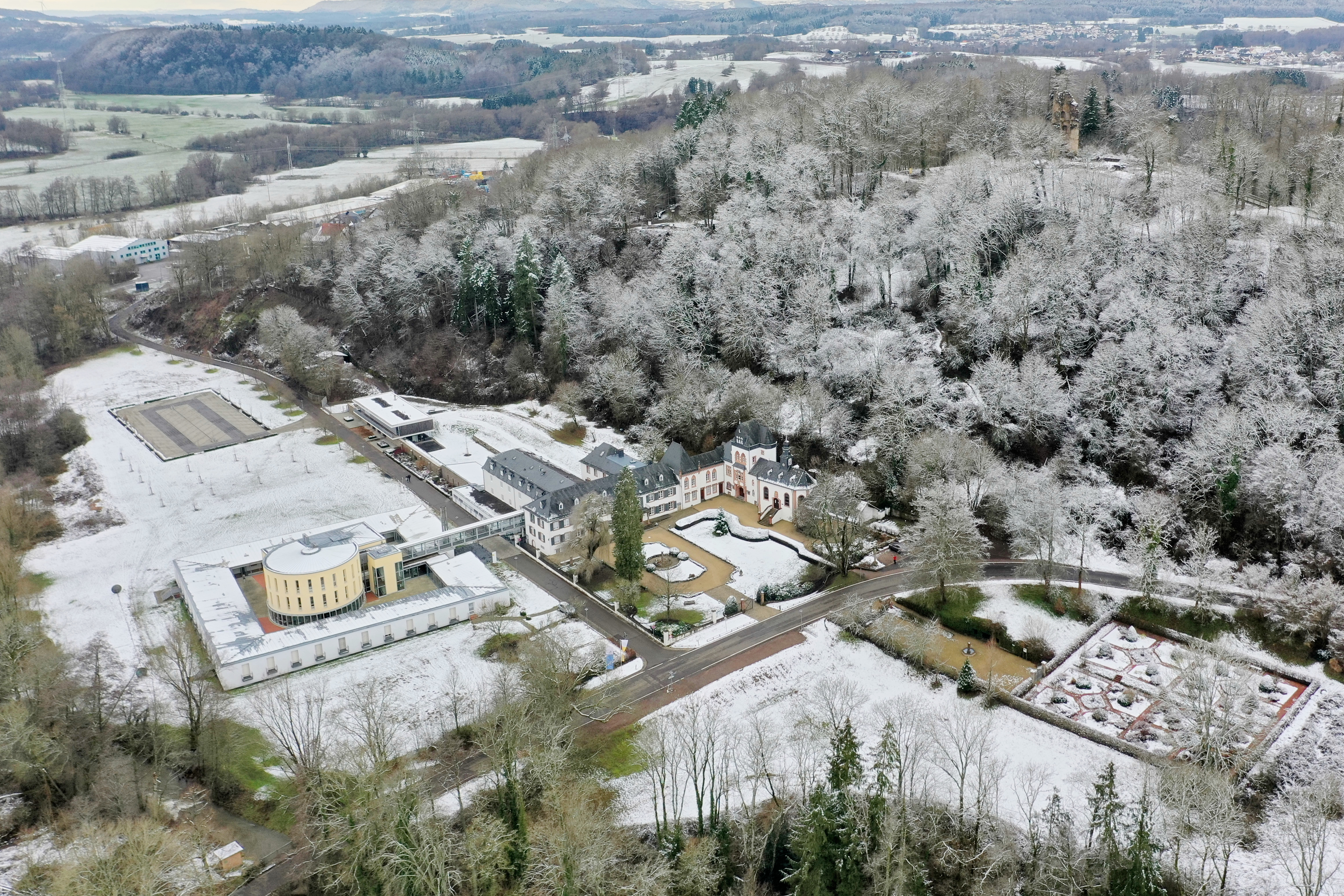
Lage des Barockgartens (unten rechts) im Ensemble Schloss Dagstuhl

Der gegenüber dem Schloss Dagstuhl gelegene Barockgarten wurde nach Gemälden aus dem Werk der Octavie Elisabeth Maria de Lasalle von Louisenthal neu gestaltet.

### Garten der Sinne in Merzig

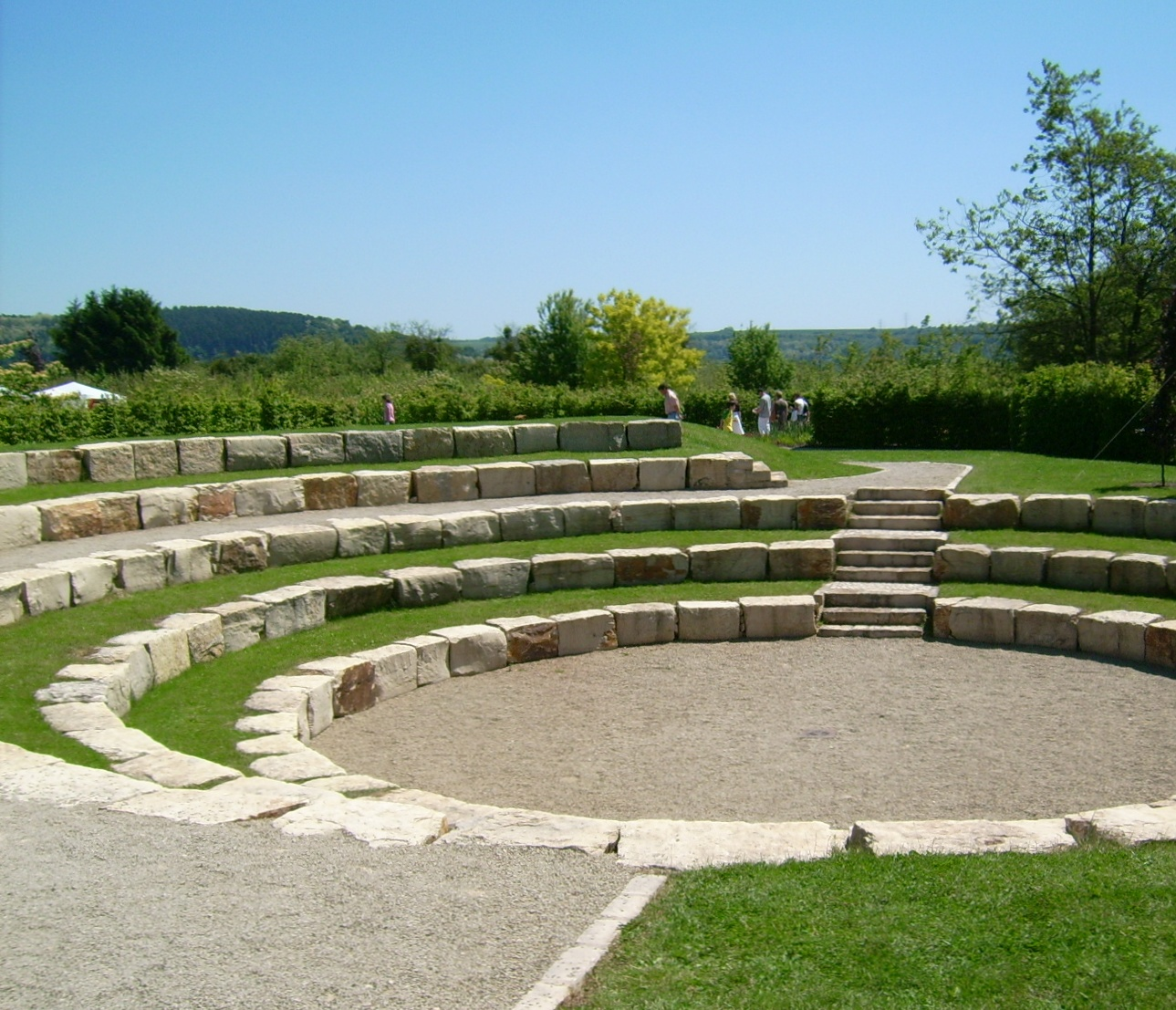
Arena
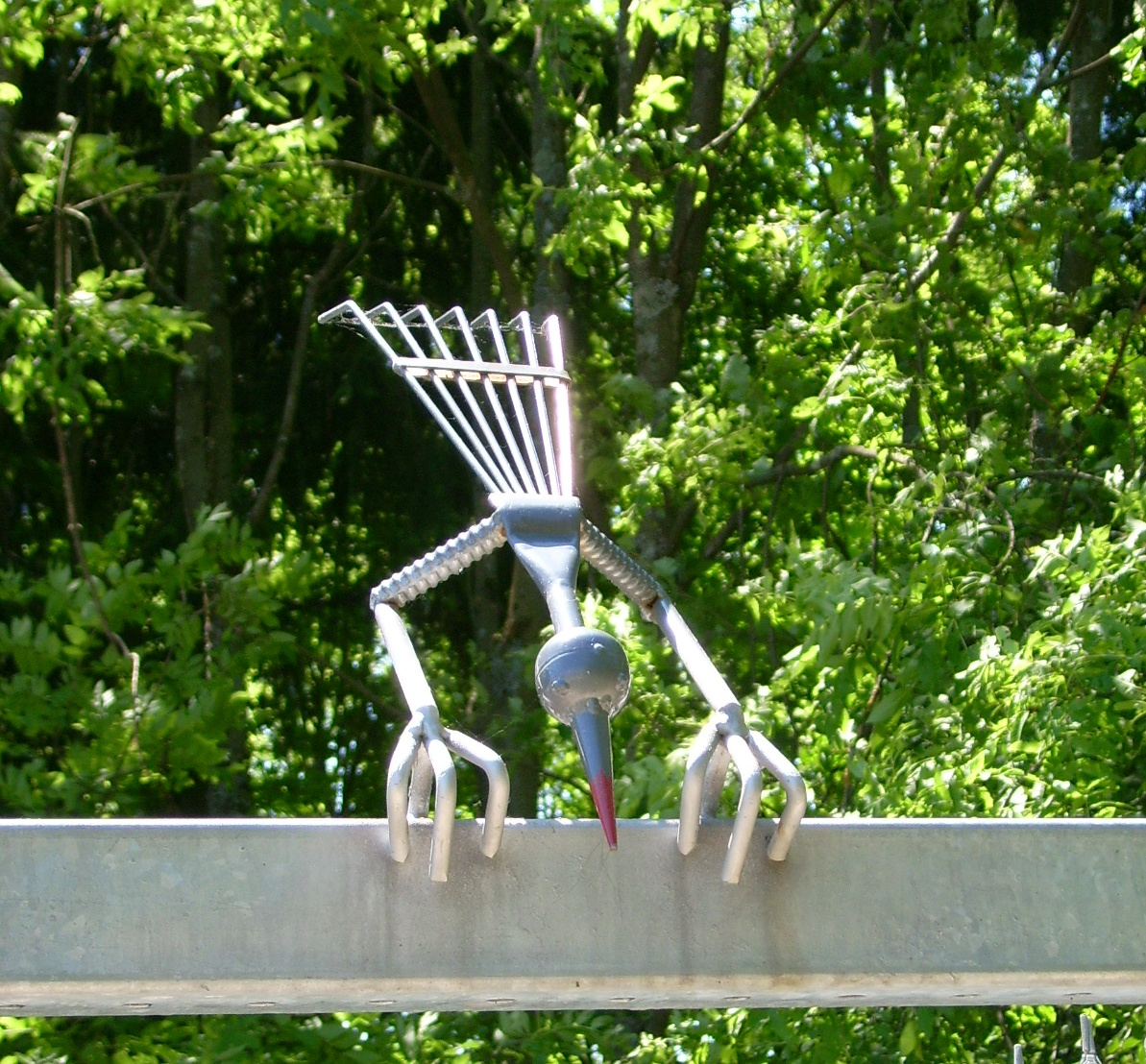
Vogel
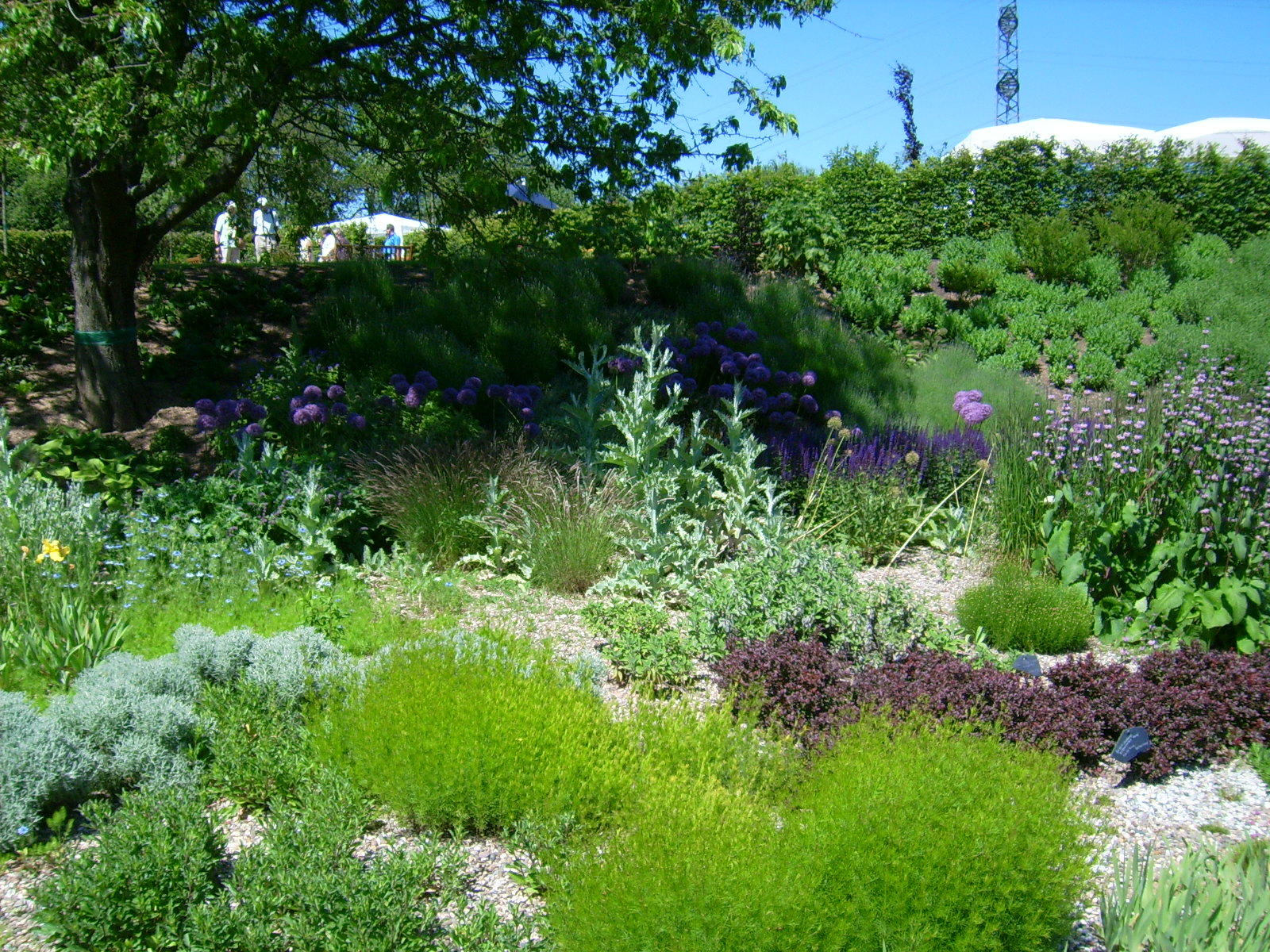
Blumen
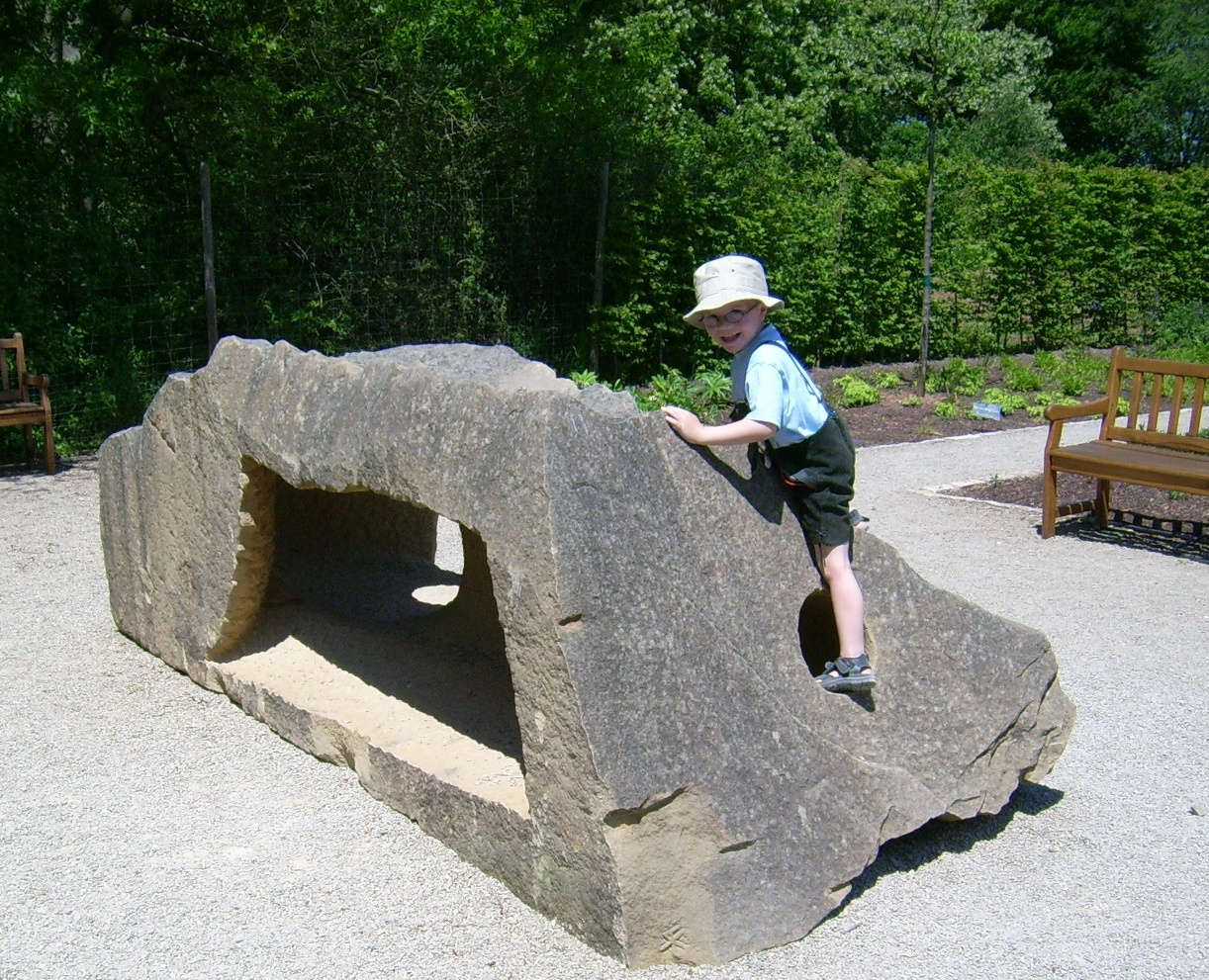
Hohler Stein
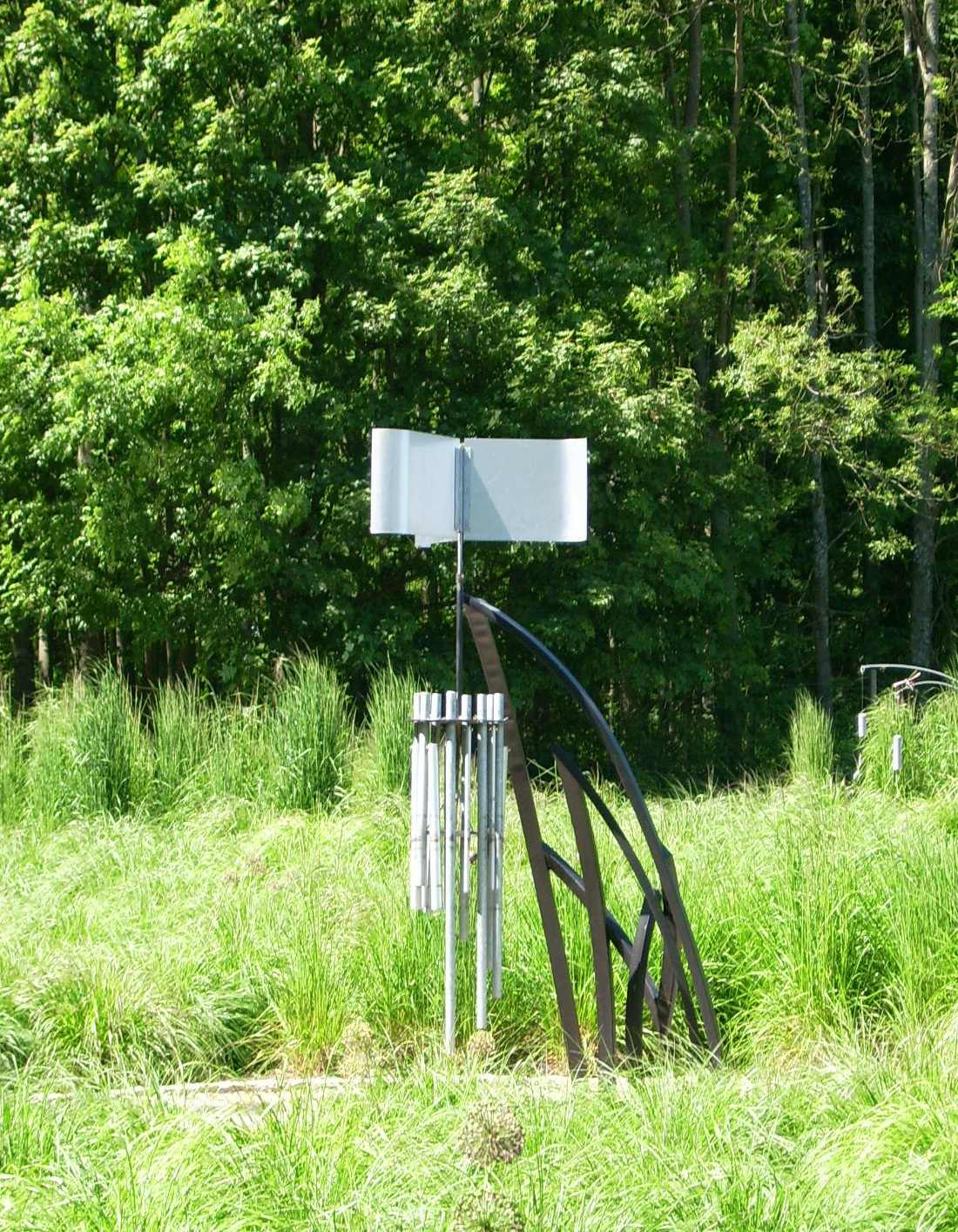
Klangmühle
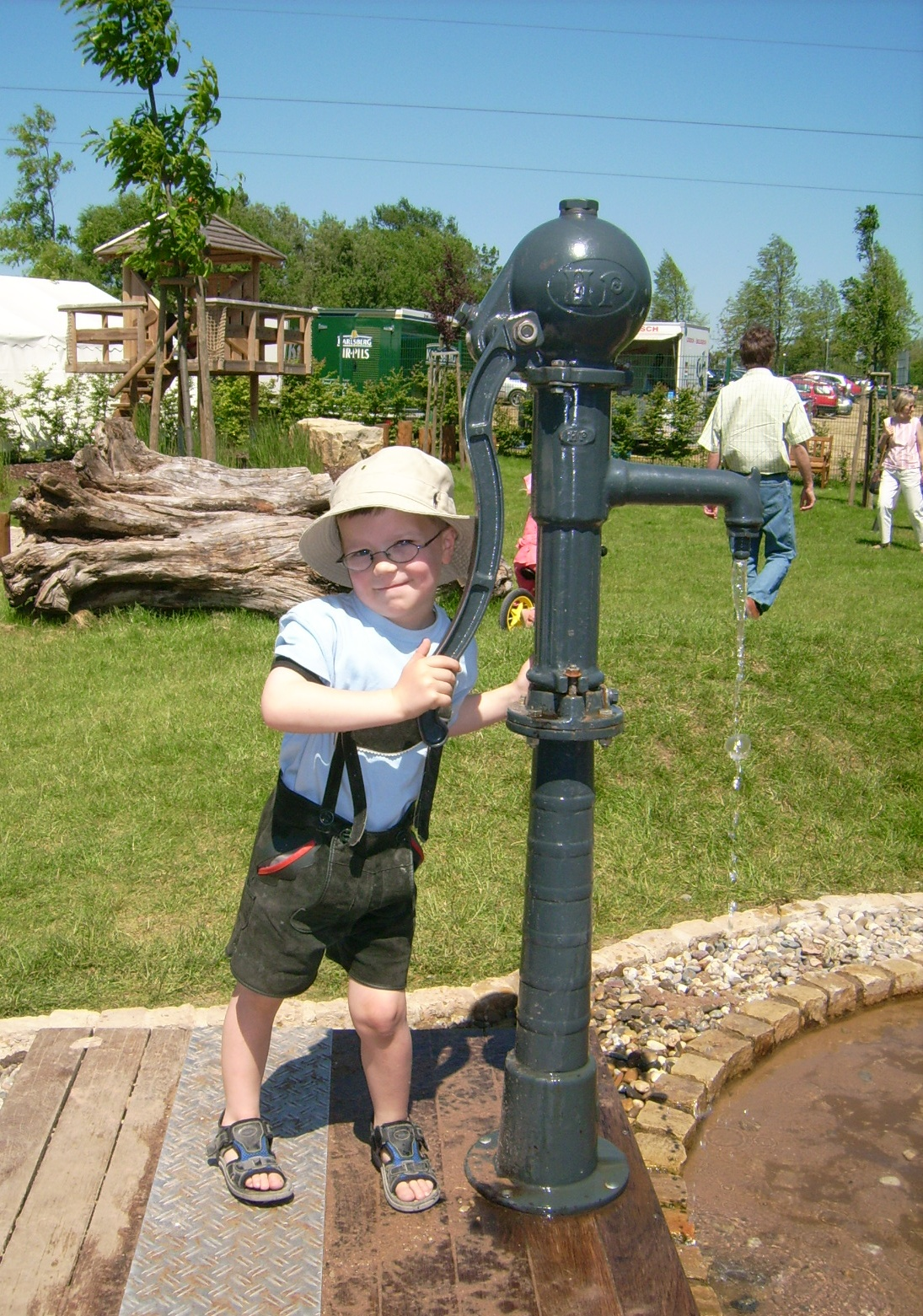
Für die "Kleinen"
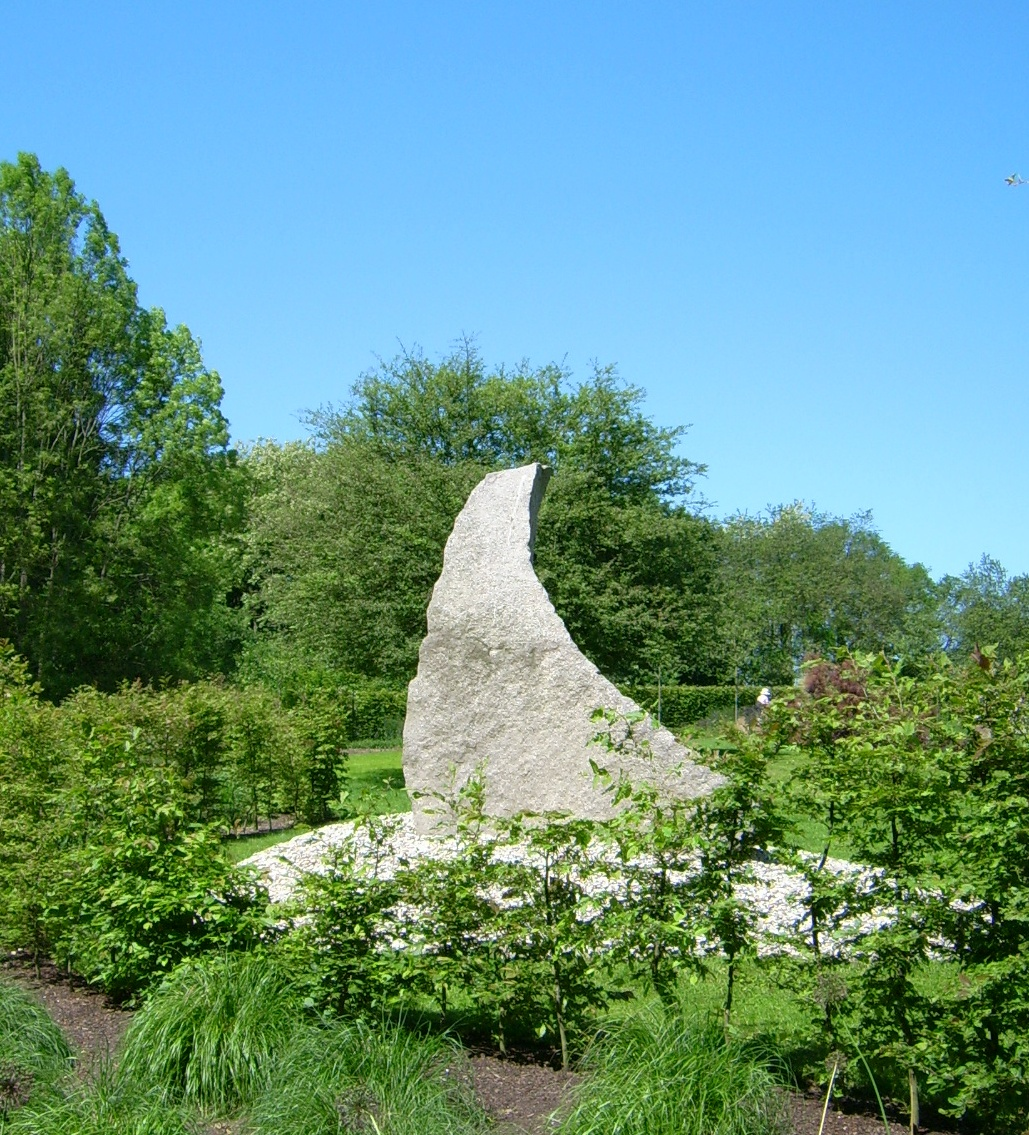
Stein

Der Garten der Sinne in Merzig besteht aus elf durch Wege miteinander verbundenen "Gartenzimmern". Diese sind durch Hainbuchen voneinander getrennt. Zu sehen sind Wasser-, Kies- und Tastgärten. Für Kinder ist ein Spielplatz eingerichtet, auch kindgemäße Gartenanlagen sind vorhanden.

## Projektförderung
Beteiligt am Projekt sind der Landkreis Merzig-Wadern, das Département Moselle in Metz und die Luxemburger Congrégation St. Elisabeth, Eigentümer des Hotel-Schlosses in Schengen, mit Partnern und vorgesetzten Behörden. Unterstützung erfährt das Projekt durch die Arbeitsagenturen und besonders mit Übernahme der Hälfte der Kosten aus Strukturfondsmitteln der EU im Programm Interreg II und III. Federführend ist auf deutscher Seite das CEB (Christliche Erwachsenenbildung) Fortbildungswerk in Merzig.
Die Projektkonzeption und die Gestaltung der Gärten erfolgte durch die saarländische Gartenplanerin Hella Kreiselmeyer, die ihre Fachkenntnisse auf diesem Gebiet nach eigener Darstellung autodidaktisch erworben hat. Nach einer Recherche des saarländischen Rechnungshof des Saarlandes im Jahr 2007 gerieten sie und die Projektträger unter öffentlichen Druck. Der Rechnungshof beanstandete eine Überschreitung des Budgets in einer Größenordnung von 2,75 Mio. Euro. Der Projektverantwortlichen wurden überhöhte Honorarzahlungen in einer Größenordnung von über 100.000 Euro vorgeworfen. In diesem Zusammenhang wurde in der Öffentlichkeit eine mögliche Verquickung ihres Ehemannes, des seinerzeitigen Landrates des Kreises Merzig-Wadern Michael Kreiselmeyer (CDU), in die Angelegenheit diskutiert.